# The Village of Indian Hill
The Village of Indian Hill es una ciudad ubicada en el condado de Hamilton en el estado estadounidense de Ohio. En el Censo de 2010 tenía una población de 5785 habitantes y una densidad poblacional de 119,77 personas por km².

## Geografía
The Village of Indian Hill se encuentra ubicada en las coordenadas 39°11′19″N 84°20′10″O / 39.18861, -84.33611. Según la Oficina del Censo de los Estados Unidos, The Village of Indian Hill tiene una superficie total de 48.3 km², de la cual 48.05 km² corresponden a tierra firme y (0.51%) 0.25 km² es agua.

## Demografía
Según el censo de 2010, había 5785 personas residiendo en The Village of Indian Hill. La densidad de población era de 119,77 hab./km². De los 5785 habitantes, The Village of Indian Hill estaba compuesto por el 92.22% blancos, el 0.69% eran afroamericanos, el 0.05% eran amerindios, el 5.74% eran asiáticos, el 0% eran isleños del Pacífico, el 0.24% eran de otras razas y el 1.05% pertenecían a dos o más razas. Del total de la población el 1.59% eran hispanos o latinos de cualquier raza.